# 杜比謝 (克拉西利夫區)
49°40′40″N 26°51′51″E / 49.67778°N 26.86417°E
杜比什切（烏克蘭語：Дубище）是位於烏克蘭西部的村莊，由赫梅利尼茨基州裡赫梅利尼茨基區的克拉西利夫市鎮負責管轄。該村面積0.81平方公里，海拔高度289米，2001年人口348，人口密度每平方公里430.2人。